# Бону-Игину
Культура Бону-Игину — донурагическая археологическая культура, существовавшая на Сардинии в период около 4600 — 2900 гг. до н. э. Название происходит от местности на территории коммуны Мара в провинции Сассари, в которой находится грот Sa Ucca de su Tintirriolu (букв. «рот летучей мыши»), в которой обнаружены памятники данной культуры, впервые описанные Лориа и Трампом (Loria e Trump, 1971 год).
Считается первой культурой на Сардинии, которая использовала естественные пещеры в качестве небольших гробниц-некрополей. Покойников хоронили как в могилах, так и в искусственных пещерах овальной формы со сводчатым потолком.
Люди данной культуры вели сельскохозяйственный образ жизни и населяли в основном прибрежные территории. Тем не менее, находки, относящиеся к данной культуре, встречаются и на территории в глубине острова, где представители данной культуры занимали поселения предшествующих культур.
Затем данная культура распространилась по равнине Ористано, вблизи залежей обсидиана. Дома были вкопанными в землю: каркас делался из деревянных шестов, а крыша покрывалась камышом.
Много артефактов данной культуры обнаружено на западных склонах гор Сардинии, в отличие от востока острова, где единственные свидетельства данного периода относятся к гротам Рифуджо и Корбедду в коммуне Ольена. Присутствие основной массы поселений в западной части острова, возможно, было обусловлено географическими характеристиками этой зоны, где имелись многочисленные озёра, лагуны и равнины — такой рельеф обеспечивал им привычные источники питания.
Жилища находились в естественных пещерах или на прибрежных землях под утёсами скал. Поселений на открытой местности — меньше.
Анализ артефактов данной культуры позволяет установить аналогии с последующей культурой Оциери.